# Sent Sauve de Tol
Sant Sauve de Tol (en francès Saint-Silvain-sous-Toulx) és una localitat i comuna de França, a la regió de la Nova Aquitània, departament de la Cruesa. La seva població al cens de 1999 era de 163 habitants. Està integrada a la Communauté de communes du Carrefour des Quatre Provinces.

## Demografia
| 1968 | 1975 | 1982 | 1990 | 1999 |
| ---- | ---- | ---- | ---- | ---- |
| 258  | 211  | 191  | 179  | 163  |

## Administració
| Període | Identitat     | Partit |
| ------- | ------------- | ------ |
| 2001-   | Michel Lesage |        |